# 南大路警察宿舍

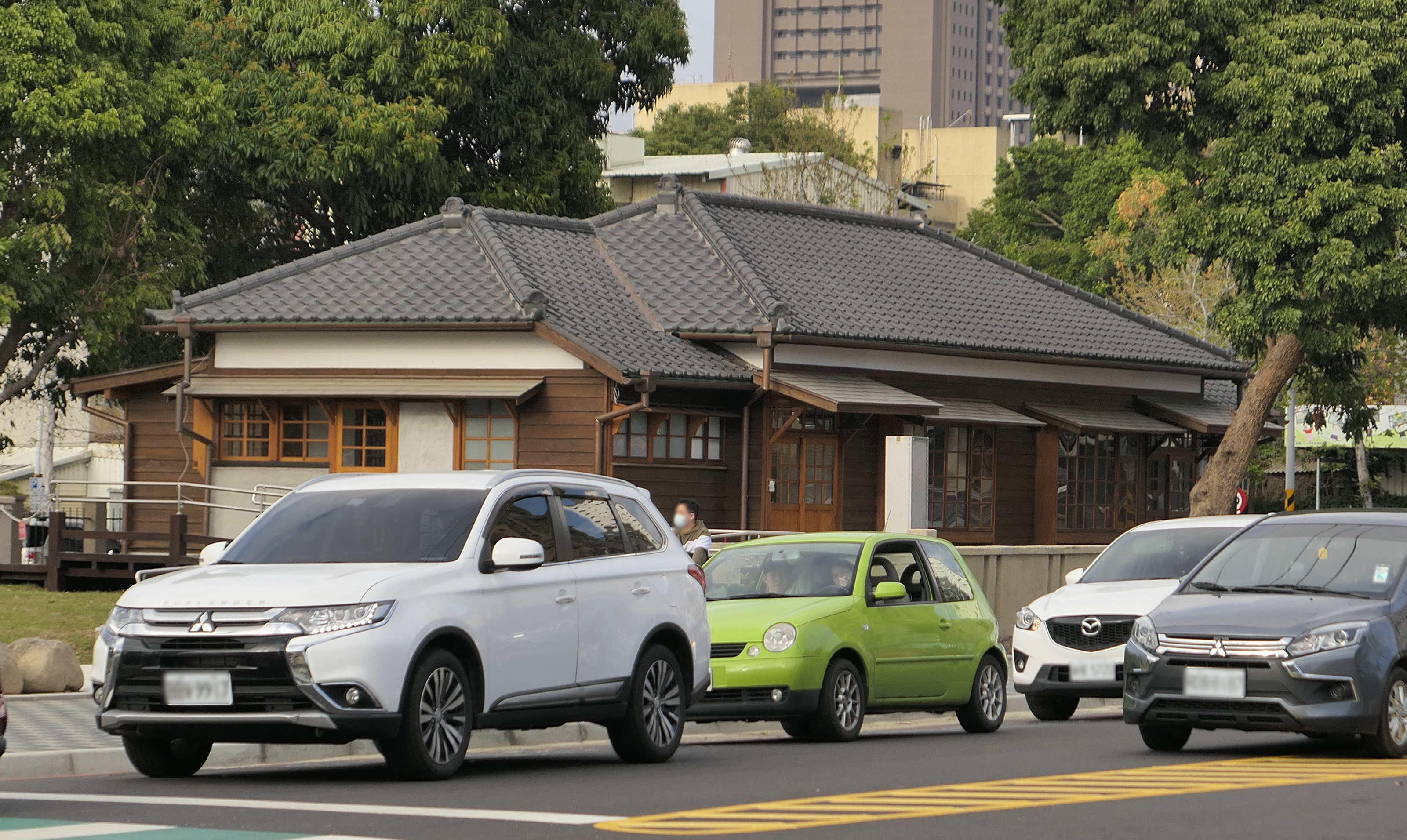
南大路警察宿舍（南大路162、166號）

南大路警察宿舍，為新竹市東區的日式宿舍，建於1930年代，戰後做為警察宿舍，為新竹市黑金町週邊僅存的宿舍群，包含兩棟雙併的日式宿舍，且庭院仍植有老樹。

## 介紹
修復再利用
2016年登錄為新竹市歷史建築，2018年10月動工修復，計畫將與新竹大車站計畫連結，並創造地方特色。
建築特色
南大路警察宿舍的建築平面格局具踏込、玄關、居間、炊事場、廁所等空間，為軸組式構造，而屋頂是用的是日本黑燻瓦。